# アンドロメダ山
アンドロメダ山（英語: Mount Andromeda [ænˈdrɒmɪdə]）はサウスサンドウィッチ諸島のキャンドルマス島最高峰の山。標高550 m。山名はイギリスのAntarctic Place-Names Committeeにより、1971年に命名された。近傍の山の名はアンドロメダに関連してペルセウス山と名づけられた。